# Al-Khisas
Al-Khisas (in arabo الخصاص‎?, al-khṣāṣ), noto anche come Khisas o Khissas, era un villaggio arabo palestinese nel sottodistretto di Safad nella Palestina mandataria. Si trovava a 31 km a nord-est di Safad su una terrazza naturale larga circa 100 m larghezza formatasi dal ritiro del lago al-Hula. A ovest del villaggio c'era una valle conosciuta come Uadi al-Hasibani attraverso la quale scorreva il fiume Hasbani.

## Storia

### Era ottomana
La prova della lunga storia della popolazione del villaggio include il vicino santuario di un saggio locale noto come al-Shaykh 'Ali e la presenza di tombe scavate nella roccia. Il geografo arabo Yaqut al-Hamawi descrisse al-Khisas come rientrante nella giurisdizione amministrativa di Banias in Siria. Sotto l'Impero ottomano, al-Khisas fu amministrato come parte di un sangiaccato nel vilayet di Siria, e in seguito posto sotto il vilayet di Sidone (ribattezzato poi come vilayet di Beirut).

### Mandato britannico
Nel 1917, al-Khisas si trovava a nord della linea Sykes-Picot, una linea retta tra il punto medio del Mar di Galilea e Nahariya nell'area da incorporare sotto una sfera di influenza francese. Il confine Siria-Libano-Palestina era un prodotto della spartizione anglo-francese della Siria ottomana del dopoguerra. Le forze britanniche avevano avanzato verso Tel Hazor contro le truppe turche nel 1918 e desideravano incorporare tutte le sorgenti del fiume Giordano entro i confini della Palestina controllata dagli inglesi. A causa dell'incapacità francese di stabilire il controllo amministrativo, la frontiera tra Siria e Palestina divenne "fluida". Il confine internazionale tra Palestina e Siria fu finalmente stabilito da un accordo congiunto tra Regno Unito e Francia nel 1923 in accordo con il Trattato di Losanna, dopo che al Regno Unito era stato assegnato un mandato della Società delle Nazioni per la Palestina nel 1922; così, al-Khisas cadde sotto la giurisdizione britannica.
Nel censimento della Palestina del 1931 la popolazione di Khisas era di 386 abitanti, tutti musulmani, in un totale di 73 case. 
Nel 1945, le tipologie di suolo in dunam nel villaggio erano le seguenti:
| Uso del suolo             | Arabi | Ebrei |
| ------------------------- | ----- | ----- |
| Irrigazione e piantagione | 1 438 | 2 728 |
| Cereali                   | 0     | 0     |
| Coltivabile               | 1 438 | 2 728 |
| Urbano                    | 30    | 10    |
| Non coltivabile           | 12    | 0     |

La proprietà terriera del villaggio in dunam era così divisa:
| Proprietario | Dunam |
| ------------ | ----- |
| Arabi        | 1 480 |
| Ebrei        | 2 738 |
| Pubblico     | 5 77  |
| Totale       | 4 795 |

### Depopolazione
Al-Khisas era stato scelto, insieme ad Al-Na'ima e Jahula, dal Palmach come obiettivo per un'operazione dell'Haganah che fu poi annullata prima di essere intrapresa. Furono distribuiti volantini nei villaggi al confine con la Palestina che avvertivano la popolazione di non impegnarsi in combattimenti:

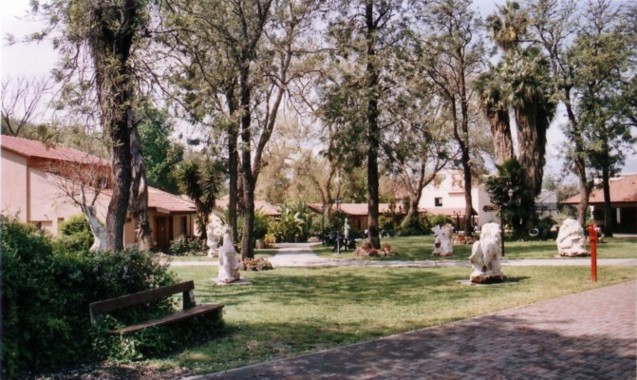
Ex maniero dell'Emiro Faour di Al-Khisas, ora un hotel nel kibbutz HaGoshrim.

Nella notte tra il 18 e il 19 dicembre 1947, il Palmach condusse un raid su al-Khisas con l'ordine di "colpire maschi adulti" e "uccidere maschi adulti nel palazzo dell'emiro Faur", accusato di nascondere un uomo responsabile di aver sparato a un residente del kibbutz Ma'ayan Baruch per vendicare l'uccisione di un palestinese pochi giorni prima. Fecero saltare in aria la casa di Faur e una casa vicina, uccidendo molti occupanti tra cui donne e bambini. Secondo Ben-Gurion, il raid non era autorizzato. I leader ebrei locali e gli esperti di affari arabi avevano cercato di impedire il raid, ma erano stati ignorati da Yigal Allon. Successivamente il Dipartimento Politico dell'Agenzia ebraica criticò l'attacco e Yosef Sapir del Comitato per la Difesa chiese la punizione dei responsabili, ma non fu intrapresa alcuna azione. In seguito al raid gran parte dei residenti lasciò le proprie case.
Furono registrati 10 morti (5 uomini, 1 donna e 4 bambini); tuttavia, il rapporto del comandante di Palmach registrò 12 morti (7 uomini, 1 donna e 4 bambini). David Ben Gurion negò che il raid fosse stato autorizzato e si scusò pubblicamente, ma in seguito lo incluse in un elenco di operazioni riuscite. L'Yishuv tenne una riunione dal 1º al 2 gennaio per discutere la politica delle operazioni di rappresaglia, il cui risultato fu una formulazione di linee guida dell'Alto Comando ebraico per la condotta e l'esecuzione di raid di rappresaglia.
La prima ondata di abitanti che lasciarono al-Khisas si verificò l'11 maggio 1948, mentre altri partirono il 25 maggio 1948. Anche se 55 abitanti del villaggio rimasero nelle loro case e mantennero buoni rapporti con i vicini insediamenti ebraici, alla fine furono sfrattati. Nella notte tra il 5 e il 6 giugno 1949, gli abitanti del villaggio furono costretti a salire su camion e furono trasportati al villaggio di 'Akbara, a sud di Safad. Gli espulsi rimasero ad 'Akbara per 18 anni fino a quando non acconsentirono al reinsediamento a Wadi Hamam. Il 26 settembre 1948, il kibbutz HaGoshrim fu fondato nelle terre del villaggio di al-Khisas. Il kibbutz ha aperto un hotel nella casa padronale di Emir Faour.